# Нортон, Эдгар
Э́дгар Но́ртон (англ. Edgar Norton; 1868—1953) — английский и американский характерный актёр театра и кино.
Родился в Лондоне, Англия, 11 августа 1868 года, был актёром театра и кино выступал в театрах Англии и на Бродвее. Его кинокарьера охватывает как период немого кино так и эру звукового кино в Голливуде.
За время своей кинокарьеры, которая продолжалась 30 лет, снялся более чем в 90 фильмах. Самой запоминающейся его ролью стала роль дворецкого Пула в классическом фильме 1931 года «Доктор Джекил и мистер Хайд», эту же роль он играл в театральных постановках начиная с 1898 года.

## Фильмография
- 1927 — Принц-студент в Старом Гейдельберге
- 1934 — Имитация жизни
- 1934 — Принцесса на тридцать дней
- 1936 — Дочь Дракулы
- 1939 — Сын Франкенштейна
- 1944 — Подозреваемый
- 1946 — Преданность